# بتی زین (ویرجینیای غربی)
بتی زین (به انگلیسی: Betty Zane) یک منطقهٔ مسکونی در ایالات متحده آمریکا است که در شهرستان اوهایو، ویرجینیای غربی واقع شده‌است.